# Nyctophilus geoffroyi
Nyctophilus geoffroyi là một loài động vật có vú trong họ Dơi muỗi, bộ Dơi. Loài này được Leach mô tả năm 1821.

## Hình ảnh

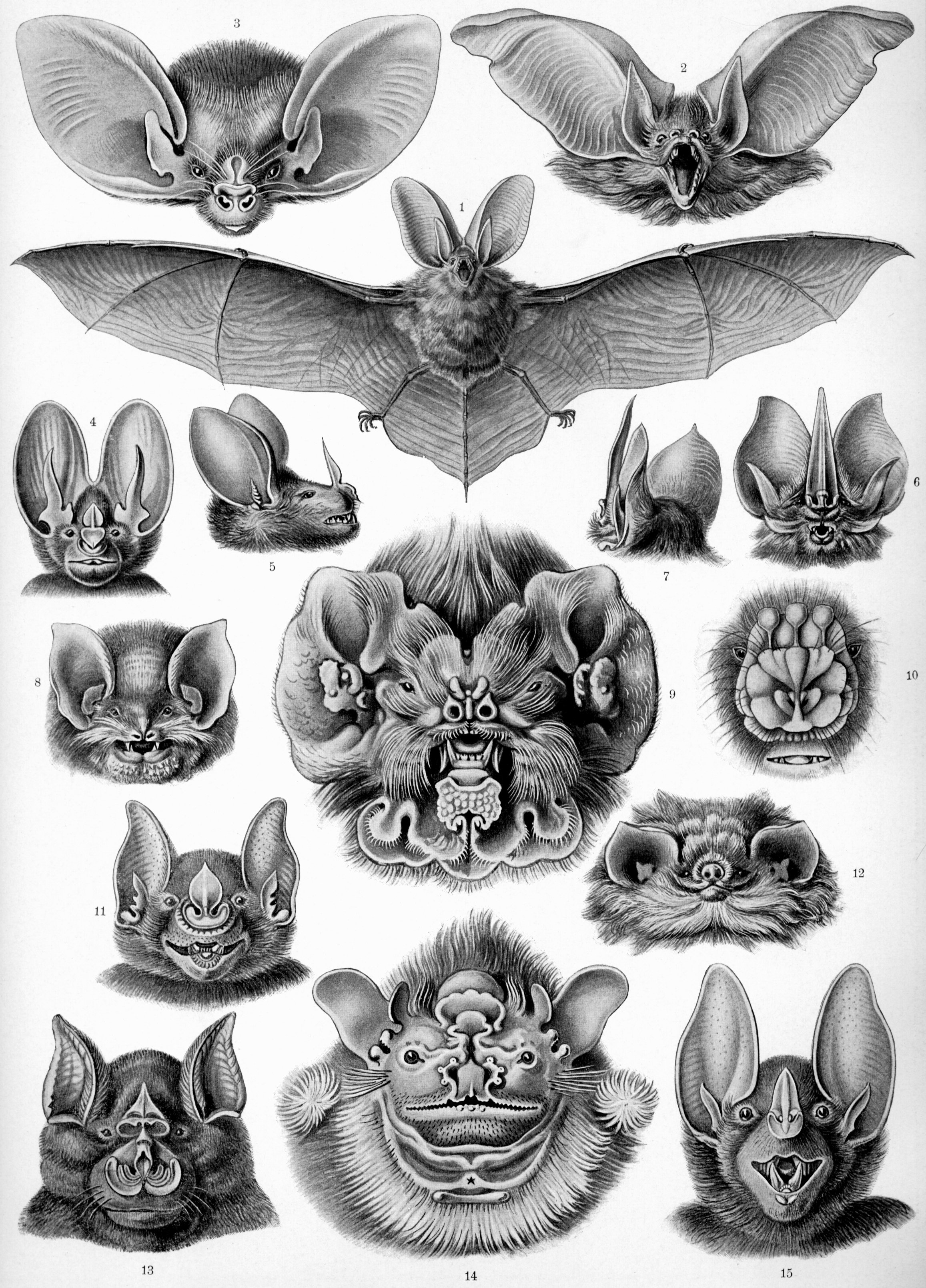